# Adrian Germanus
Adrian Germanus (* 22. September 1955 in Hannover) ist ein deutscher Florettfechter und zweimaliger DDR-Meister. Für die Deutsche Demokratische Republik nahm er an den Olympischen Spielen in Moskau 1980 und Seoul 1988 teil. 1983 wurde er Vizeweltmeister mit der Mannschaft, 1986 gewann er Bronze. Er focht für den SC Motor Jena.

## Erfolge
1984 und 1985 wurde Germanus DDR-Meister. Darüber hinaus wurde er insgesamt zweimal Vizemeister und belegte dreimal den dritten Platz. 
1980 und 1988 nahm er jeweils im Mannschaftswettbewerb bei den olympischen Spielen teil und belegte beide Male den vierten Platz. 1980 waren seine Mannschaftsgenossen Siegmar Gutzeit, Hartmuth Behrens, Klaus Haertter und Klaus Kotzmann, 1988 focht er mit Aris Enkelmann, Jens Gusek, Jens Howe und Udo Wagner. Bei den Weltmeisterschaften 1983 in Wien wurde er zusammen mit Behrens, Kotzmann und  Howe Vizemannschaftsweltmeister hinter der Bundesrepublik Deutschland. 1986 gewann er wiederum mit der Mannschaft die WM-Bronzemedaille (mit Howe, Wagner, Enkelmann und Ingo Weißenborn).
Zurzeit (Stand 2024) ist Germanus Trainer bei der Fechtabteilung des TSV Tettnang.